# 巨勢少麻呂
巨勢 少麻呂（こせ の すくなまろ）は、奈良時代の貴族。名は宿奈麻呂とも記される。官位は従五位上・少納言。

## 経歴
神亀5年（728年）中央貴族に対して初めて外位の叙位が行われた際、阿倍帯麻呂・中臣名代らと共に外従五位下に叙せられる。またこの叙位にあたって、この位階に留まるべきでないこと、勤務の状況に応じて内位に叙するので努力を怠らないこと、についての勅が出されている。
翌神亀6年（729年）2月に発生した長屋王の変においては、少納言として左中弁・小野牛養と共に親王・公卿に従って長屋王邸に赴き、罪の糾問にあたる。長屋王の変終結後に行われた3月の叙位において、先の外位叙位者と共に内位の従五位下に叙せられた。天平5年（732年）従五位上に至る。
和歌が『万葉集』に採録されている。(1645)

## 官歴
『続日本紀』による。
- 時期不詳：正六位下
- 神亀5年（728年） 5月21日：外従五位下
- 神亀6年（729年） 2月11日：見少納言。3月4日：従五位下
- 天平5年（732年） 3月14日：従五位上